# 87097 Lomaki
87097 Lomaki este un asteroid din centura principală de asteroizi.

## Descriere
87097 Lomaki este un asteroid din centura principală de asteroizi. A fost descoperit pe 7 iunie 2000 la Observatorul Kleť de Miloš Tichý și Jana Tichá. Asteroidul prezintă o orbită caracterizată de o semiaxă mare de 2,58 ua, o excentricitate de 0,10 și o înclinație de 7,3° în raport cu ecliptica.